# Oligosacárido

Estructura de 3-FL-fucosilactosa, un oligosacárido abundante en la leche materna

3-FL (3-fucosilactosa)3-FL (3-fucosilactosa)-FL (3-fucosilactosa)-FL (3-fucosilactosa)

Los oligosacáridos son moléculas constituidas por la unión covalente de 2 a 10 monosacáridos cíclicos, de 3 en adelante pueden ser lineales o ramificados  mediante enlaces de tipo glucosídicos, enlace covalente que se establece entre grupos alcohol de dos monosacáridos, con desprendimiento de una molécula de agua.  
El grupo más simple de oligosacáridos es el de los disacáridos, o azúcares dobles, que resultan de la unión de dos monosacáridos, algunos ejemplos son: 
- Lactosa o azúcar de la leche, formada por una unidad de glucosa y otra de galactosa
- Sacarosa o azúcar de mesa, que aparece en los productos azucarados, como la remolacha y la caña. Está formada por glucosa y fructosa.
- Maltosa o azúcar de malta, está formada por dos moléculas de glucosa.

Algunos oligosacáridos tienen propiedades prebióticas, es decir estimulan la proliferación de bacterias intestinales beneficiosas para la salud humana o probióticos:
- Fructooligosacáridos (FOS).
- Galactooligosacáridos (GOS).
- Xilooligosacáridos (XOS).

Los oligosacáridos pueden adoptar estructuras muy complejas ya que las subunidades de monosacáridos que los componen pueden enlazarse tanto linealmente como lateralmente, dando lugar a polímeros ramificados. Además, los oligosacáridos pueden unirse covalentemente a otros grupos de moléculas formando glicoconjugados:
- oligosacárido + proteína = glicoproteína
- oligosacárido + lípido = glicolípido

Estos glicoconjugados se hallan asociados a la cara externa de la membrana plasmática formando parte del glicocálix, que tiene funciones celulares muy importantes tales como reconocimiento, señalización y adhesión celulares.